# صمود الرجل الأخير (فلم 1996)
صمود الرجل الأخير (بالإنجليزية: Last man standing) هو فيلم أكشن غرب أمريكي صدر عام 1996 من تأليف وإخراج والتر هيل وبطولة بروس ويليس، كريستوفر والكن وبروس ديرن.

## طاقم التمثيل
- بروس ويليس في دور جون سميث
- بروس ديرن في دور الشريف إد جالت
- وليام ساندرسون في دور جو الإثنين
- كريستوفر والكن في دور هيكي
- ديفيد باتريك كيلي في دور دويل
- كارينا لومبارد في دور فيلينا
- نيد أيزنبرغ في دور فريدو ستروزي
- مايكل إمبريولي في دور جورجيو كارمونت
- آر دي كول في دور جاك ماكول
- ألكساندرا باورز بدور لوسي كولينسكي
- كين جنكينز بدور الكابتن توم بيكيت
- تيد ماركلاند في منصب نائب بوب
- ليزلي مان بدور واندا
- باتريك كيلباتريك في دور الفنلندي

## الإنتاج

### التطوير والكتابة
اقترب المنتج آرثر ساركاسيان من والتر هيل لإعادة إنتاج الفيلم الياباني يوجيمبو، والذي بلم يخرجه أكيرا كوروساوا فحسب، بل شارك أيضًا في كتابته مع ريوزو كيكوشيما. 
عندما علم أن كوروساوا كان يدعم إعادة إنتاج الفيلم أمريكياً، وافق هيل على الكتابة والإخراج - ولكن بشرط ألا يكون الفيلم غربيًا. قرر أن يفعل ذلك كفيلم عصابات من ثلاثينيات القرن العشرين باستخدام تقنيات فيلم نوار في الأربعينيات.
وقع هيل عقداً لتنفيذ المشروع في عام 1994.  تمت إضاءة الفيلم باللون الأخضر من قبل رئيس الإنتاج في نيو لاين سينما مايكل دي لوكا الذي خصص ميزانية قدرها 40 مليون دولار. 

## الاستقبال

### الارباح
كان الفيلم عبارة عن قنبلة في شباك التذاكر، حيث بلغ إجمالي أرباحه 18،127،448 دولارًا محليًا بحلول 22 ديسمبر 1996، وجلب 47،267،001 دولارًا في جميع أنحاء العالم.